# Łódź (Stęszew)

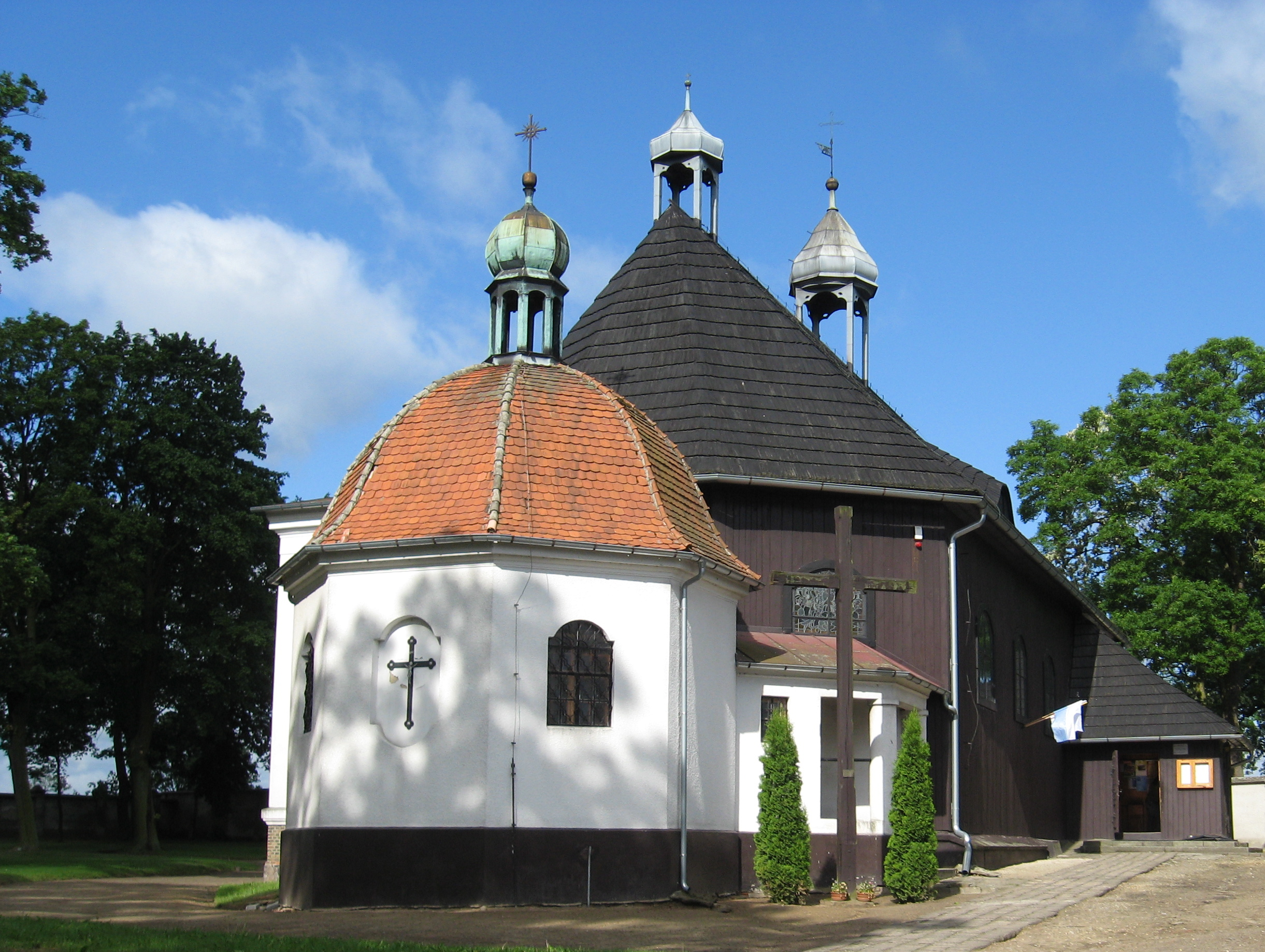
Kirche Św. Jadwiga (Heilige Hedwig)

Łódź (['wuʨ]ⓘ, deutsch Lodz, 1939–1945 Mittensee) ist ein Dorf in der Woiwodschaft Großpolen im Powiat Poznański in der Gemeinde Stęszew.

## Geographie
Der Ort liegt ca. 20 km südwestlich von Posen, 7 km westlich von Mosina, 12 km nördlich von Czempiń und 25 km östlich von Grodzisk Wielkopolski. Der Gemeindesitz Stęszew liegt etwa drei Kilometer nördlich des Ortes. Unweit von Łódź liegt der Nationalpark Großpolen. Im Nordwesten des Dorfes liegt der Jezioro Witobelskie, im Südosten der Jezioro Dymaczewskie.

## Sehenswürdigkeiten
Die Hauptsehenswürdigkeit des Ortes ist die hölzerne Kirche Św. Jadwiga (Heilige Hedwig, auch Hedwig von Anjou) aus dem 17. Jahrhundert. Die Kirche, die von Bäumen umringt ist, besteht aus einer Halle, die über kein Presbyterium verfügt. Die Kirche wurde 1784 grundlegend renoviert.
Die gemauerte Sakristei wurde erst 1936 nach Plänen von Lucjan Michałowski errichtet. Das Dach der Sakristei wird von einem Helm aus Blech mit Laterne gekrönt. Im Inneren der Kirche befinden sich Balken mit Kreuzen, die aus dem 16. Jahrhundert stammen. Der barocke Hauptaltar wurde um 1670 errichtet. Im Altar befinden sich Bilder von 1866, die eine Opfergabe nach einer überstandenen Choleraepidemie darstellen.
1959 wurde das Dach, das bisher mit Stroh gedeckt war, mit Schindeln gedeckt. 1981 erfolgte eine weitere gründliche Renovierung. 
Um die Kirche herum verläuft eine Mauer mit einem Tor aus dem 18. Jahrhundert.
1854 wurde eine gemauerte Kapelle als Grabmal für die Familie Potocki im neuromantischen Stil errichtet. In der Kapelle befinden sich acht Grabmäler aus schwarzem Marmor. Der Glockenturm aus 1863 hat eine 1864 installierte Glocke, die den Sieg des polnisch-litauischen Heeres über die Türken am Kahlenberg bei Wien ehrt. Von 1975 bis 1998 war der Ort Teil der Woiwodschaft Posen. 